# Сергеевка (Юрьевский район)
Сергеевка (укр. Сергіївка) — село,
Александровский сельский совет,
Юрьевский район,
Днепропетровская область,
Украина.
Код КОАТУУ — 1225980209. Население по переписи 2001 года составляло 606 человек .

## Географическое положение
Село Сергеевка находится на правом берегу реки Вязовок,
выше по течению примыкает село Александровка,
ниже по течению на расстоянии в 1 км расположено село Нововязовское,
на противоположном берегу — село Оленовка.
Река в этом месте пересыхает, на ней сделана запруда.

## История
- Помещик отставной капитан Сергей Иванович Клевцов в конце XVIII века был пожалован Екатериной II землями в Вязовской низине.

## Экономика
- ФХ «Обрий».

## Объекты социальной сферы
- Фельдшерско-акушерский пункт.
- Дом культуры.

## Достопримечательности
- Братская могила советских воинов. А также, по некоторым источникам, мемориал Кабака Павла Кононовича, родившегося в Павлограде и погибшего в декабре 1941 года в Новомосковском лесу около с. Сергеевка(???).